# Юліуш Руммель
Юліуш Кароль Вільгельм Руммель (пол. Juliusz Karol Wilhelm Józef Rómmel 2 червня 1881, Гродно — 3 вересня 1967, Варшава, Польща) — польський військовий діяч, генерал дивізії Війська Польського.

## Біографія
Народився в сім'ї нащадка вестфальських дворян, генерала російської армії Альфонса Руммеля і Марії Мартінкевич. Освіту здобув в Псковському кадетському корпусі і Костянтинівському військовому училищі в Петербурзі.
У 1903—1916 роках служив у лейб-гвардії 1-ї артилерійської бригади Російської імператорської армії, командир батареї, командир артилерійської бригади. У липні 1917 року вступив до 3-го польського корпусу, що формувався в Україні, до 10 червня 1918 командував окремою легкою бригадою. 3 листопада 1918 року вступив у Військо Польське. З 22 грудня 1918 командував 8-м артилерійським полком, з березня 1919 року — 1-ю артилерійською бригадою.
Учасник радянсько-польської війни 1920 року, з 17 червня 1920 року командував 1-ю піхотною дивізією легіонерів, з 25 липня 1920 року — 1-й кавалерійською дивізією (з 11 вересня по 14 грудня 1920 одночасно командував кінним корпусом). Брав участь і перемагав у боях проти 1-ї Кінної армії. З червня 1921 — інспектор кавалерії при інспекторі 1-ї армії у Вільно. З квітня 1924 командир 1-ї кавалерійської дивізії.
З 11 вересня 1926 року — генерал для доручень при Головному штабі. 27 червня 1929 року призначений інспектором армії у Львові, з 23 березня 1939 року — в Лодзі.

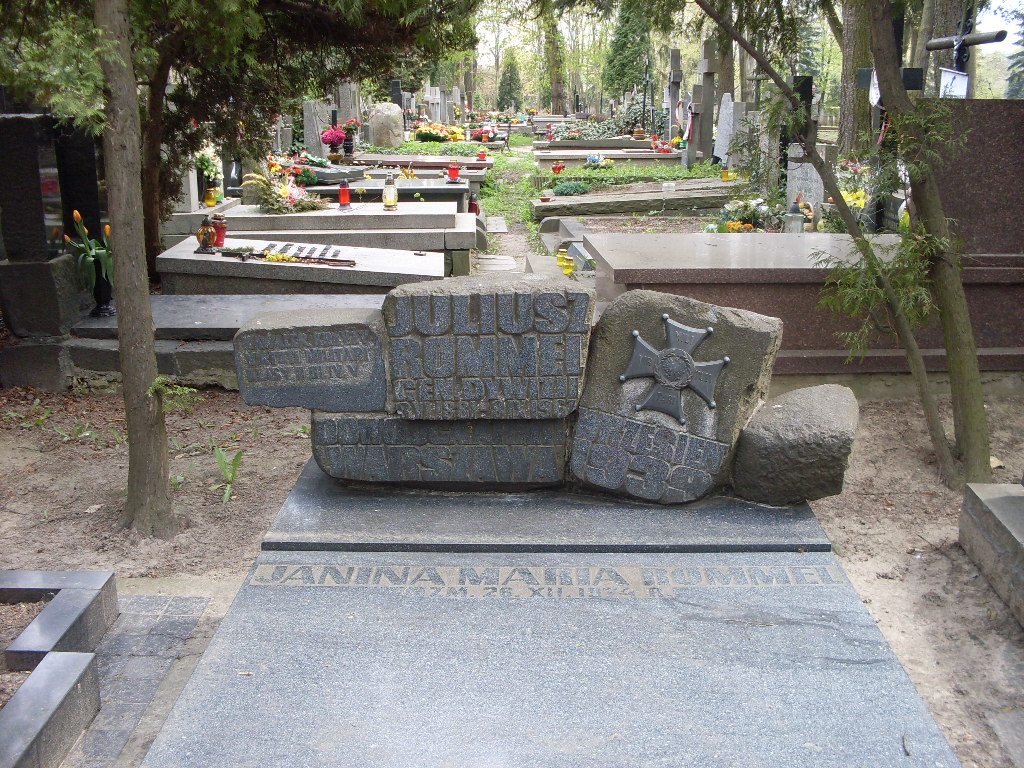
Місце поховання, кладовище Військові Повонзки, Варшава

Під час Польської кампанії 1939 командував спочатку армією «Лодзь» (4 піхотних дивізії, 1 кавалерійська бригада), яка разом з армією «Краків» призначалася для участі в генеральній битві. 8 вересня прибув до Варшави і прийняв командування над усіма військами, що перебували в цьому районі (ці війська отримали назву «армії Варшава»). Керував організацією оборони столиці, за день до капітуляції міста за його наказом була створена підпільна організація Служба Перемоги Польщі. Начальником був призначений генерал Міхал Токажевського-Карашевич. 28 вересня 1939 підписав акт капітуляції Варшави і опинився в полоні. У 1945 році був звільнений англо-американськими військами з табору для військовополонених. Після Другої світової війни провів деякий час у Франції, потім повернувся до Польщі і вступив в Польську народну армію (начальник військово-навчальних закладів). У 1947 році був звільнений з армії, після чого, оселившись у Варшаві, став писати книги.
Похований на кладовищі Військові Повонзки на Алеї Пошани.